# Metacity
Metacity var fönsterhanteraren i skrivbordsmiljön GNOME, från version 2.2 till version 2.28. Projektet startades ursprungligen av Havoc Pennington med målet att skapa en enkel och användbar fönsterhanterare snarare än en fylld med effekter och extra funktioner. Skaparen själv kallade Metacity för den "tråkiga fönsterhanteraren för den vuxne i dig" för att understryka att funktionalitet och stabilitet kommer i första hand. 
Metacity introducerades 2001 i GNOME 2.2, innan dess hade projektet använt först Enlightenment och sen Sawfish för fönsterhantering. Även om Metacity var designat för att integrera väl med GNOME kunde det köras separat.
Metacity var implementerad i GTK+ vilket gjorde att fönstren kunde använda teman för att smälta in sömlöst med program som också använde GTK+. Metacity var fri programvara med licensen GNU GPL.